# Варга, Мишель
Мишель Варга (фр. Michel Varga; имя при рождении Балаж Надь (венг. Nagy Balázs), 23 июня 1927, Кечкемет — 23 августа 2015, Кармо) — венгерский и французский троцкистский активист и публицист, участник Венгерской революции 1956 года.

## Жизнеописание
Родившийся в семье инженера и крестьянки, Балаж Надь вступил в комсомольскую организацию, а в 1944 году — в Венгерскую коммунистическую партию. Он являлся активным участником Союза трудящейся молодёжи (DISZ) Венгерской партии трудящихся, в котором слыл интеллектуалом. Однако был исключён после разворачивания сталинистских чисток («процесса Ласло Райка») по голословному обвинению в «шпионаже в пользу империалистов», а затем и в «антисоветском» и «антирабочем» национализме. Прежде работавший в университете преподавателем истории, а позднее также секретарем профсоюза, после 1952 года он был вынужден оставить вуз и устроиться подсобным рабочим на заводах (до начала 1956 года).
В 1955 году он был реабилитирован и вновь вступил в партию, присоединившись к рядам оппозиции, сформированной вокруг Имре Надя. Он также входил в группу левых антисталинистских активистов, которые в 1954 году основали Кружок Петёфи в оппозиции к режиму Матяша Ракоши. Когда его возродили в 1956 году, М. Варга был избран заместителем секретаря Временного бюро. Члены кружка активно участвовали в подготовке событий октября 1956 года — в частности, путём выдвижения требований реформ. Впрочем, влиятельная к тому времени группа пыталась обуздать эксцессы Венгерской революции 1956 года, опасаясь дальнейшей эскалации насилия. Во время самого восстания он был одним из основателей и организаторов Комитета интеллигенции, а позднее отвечал за отношения между вооружёнными группами и Имре Надем.
После окончательного поражения революции М. Варга бежал в Австрию, а затем в конце ноября поселился в Париже, где под влиянием дискуссий с историком Пьером Бруэ стал троцкистом и с другими изгнанниками основал Лигу революционных социалистов Венгрии. В 1960 году в Брюсселе он участвовал в создании и работе Института Имре Надя, с которым порвал в 1961 году. В 1962 году вступил в Международную коммунистическую партию (затем известную как Международная коммунистическая организация), которая присоединилась к Международному комитету Четвёртого интернационала (МКЧИ, ICFI).
В 1972 году организация Мишеля Варги решила выйти из МКЧИ, основав Организационный комитет за реконструкцию Четвёртого интернационала (ОКРЧИ, CORCI). Варга изначально встал на её сторону, но вскоре вступил с ней в конфликт, осудив новую инициативу интернационала как беспринципную группировку, капитулировавшую перед сталинизмом. С января следующего, 1973 года Варга образовал внутри организации оппозиционную Фракцию за сохранение и развитие Международного комитета (куда также вошли другие группы политэмигрантов: Троцкистская организация из Испании, «Walka Klas» из Польши, «Пролетар» из Чехословакии, «Пролетарска Авангарда» из Югославии и Троцкистская группа Марокко, объединённая в Африканскую марксистскую группу). Столкнувшись с попыткой МКО лишить последнюю права членства в ОКРЧИ, фракция порвала с ней и в апреле сформировала Международную лигу реконструкции Четвёртого Интернационала (LIRCI).
Его бывшая организация клеветнически заклеймила его «агентом ЦРУ и КГБ» одновременно, но международная комиссия, состоявшая из представителей французских Рабочей борьбы (Lutte Ouvrière) и Революционной коммунистической лиги, Социалистической рабочей партии США и Международной спартакистской тенденции, не нашла никаких доказательств этого. Согласно выводам этой комиссии, опубликованным на французском языке в 1978 году и на испанском в 1980 году, клеветническую кампанию развернул Пьер Ламбер с целью избежать любых политических дискуссий по проблеме реконструкции Интернационала как всемирной централизованной партии.
В 1984 М. Варга по собственному желанию вышел из оппозиционной группы внутри его собственного интернационала и вместо этого сформировал Группу оппозиции и преемственности Четвёртого Интернационала. А в 1990 году после самороспуска группы был создан Рабочий интернационал для восстановления Четвёртого Интернационала (Workers International to Rebuild the Fourth International), в котором Варга стал секретарём.